# ویکتور رودریگز
ویکتور رودریگز رومرو (به اسپانیایی: Víctor Rodríguez Romero؛ زاده ۲۳ ژوئیه ۱۹۸۹) یک فوتبالیست حرفه ای اسپانیایی که به عنوان وینگر راست برای باشگاه فوتبال الچه بازی می‌کند.

## حرفهٔ باشگاهی
رودریگز که در باربرا دل والت، بارسلونا، کاتالونیا متولد شد، چهار سال با تیم جوانان بارسلونا بازی کرد و تیم‌های جوانان والنسیا CF، بارسلونا و اسپانیا جوردی آلبا را به اشتراک گذاشت. هر دوی این افراد به دلیل توانایی‌های کوچکشان آزاد شدند.
سپس رودریگز برای همسایگان CF Badalona از لیگ سه قرارداد امضا کرد و در ادامه سه فصل کامل در آن لیگ با باشگاه بازی کرد. در سال ۲۰۱۲ او به رئال ساراگوزا در لالیگا پیوست، اما در ابتدا به عنوان عضو تیم ذخیره، همچنین در سطح سوم قرار گرفت. وی مدت کوتاهی پس از مدتی توسط سرمربی مانولو جیمز در ترکیب اصلی تیم معرفی شد، با این حال، اولین بازی لیگ خود را در ۲۵ اوت در پیروزی ۲–۱ مقابل RCD Espanyol انجام داد.
در ۲۱ اکتبر ۲۰۱۲، در پیروزی ۲–۱ بازی خارج از خانه، حالا مقابل گرانادا CF، رودریگوز یک بار به ثمر رسید و همچنین کمک را در گشودن هلدر پستگا ارائه داد. از آنجا که او در تعداد بازی‌های تیم اول بازی کرده بود، بلافاصله یک قرارداد حرفه ای به او اعطا شد و تا ژوئن ۲۰۱۵ اجرا شد.
در ۷ اوت ۲۰۱۴، رودریگز پس از توافق سه ساله با الچه CF، به این تیم بازگشت. در ۲ اوت سال بعد، وی به مدت یک سال به تیم Getafe CF تیم دیگر لیگ قرض داده شد.
در تاریخ ۱۰ ژوئن ۲۰۱۶، پس از سقوط Getafe، رودریگز با Sporting de Gijón همچنین در رده‌های برتر قرارداد ۴ ساله امضا کرد. او در پایان فصل به همان سرنوشت تیم قبلی خود دچار شد، سپس توافق کرد قرارداد خود را برای پیوستن به تیم فوتبال لیگ برتر فسخ کند، که معلوم شد سیاتل Sounders FC است.
در ۱۰ نوامبر ۲۰۱۹، رودریگز به عنوان MVP فینال جام حذفی 2019 MLS معرفی شد و گل دوم ساندرز را در خانه ۳ بر یک مقابل تورنتو FC به ثمر رساند. ۳۰ ژانویه بعد، او به باشگاه سابق خود Elche بازگشت.

## حرفه بین‌المللی
رودریگز برای تیم غیررسمی کاتالونیا حضور داشت.